# Grote Prijs van de Etruskische Kust 2011
De Grote Prijs van de Etruskische Kust 2011 (Italiaans: Gran Premio Costa degli Etruschi 2011) werd gehouden op zaterdag 5 februari in Italië. De wielerwedstrijd ging over 186,1 kilometer van Pomarance naar Donoratico. De wedstrijd liep uit op een massasprint, waarin Elia Viviani de beste was.

## Uitslag
| Grote Prijs van de Etruskische Kust 2011 |                     |                            |            |
| Plaats                                   | Naam                | Ploeg                      | Tijd       |
| Winnaar                                  | Elia Viviani        | Liquigas-Cannondale        | 4u 35' 35" |
| 2                                        | Roberto Ferrari     | Androni Giocattoli         | z.t.       |
| 3                                        | Elia Favilli        | Farnese Vini-Neri Sottoli  | z.t.       |
| 4                                        | Peter Sagan         | Liquigas-Cannondale        | z.t.       |
| 5                                        | Filippo Baggio      | De Rosa-Ceramica Flaminia  | z.t        |
| 6                                        | Maximiliano Richeze | D'Angelo & Antenucci-Nippo | z.t.       |
| 7                                        | Manuel Belletti     | Colnago-CSF Inox           | z.t.       |
| 8                                        | Franceso Gavazzi    | Lampre-ISD                 | z.t.       |
| 9                                        | Danilo Napolitano   | Acqua & Sapone             | z.t.       |
| 10                                       | Giuseppe De Maria   | De Rosa-Ceramica Flaminia  | z.t.       |
|                                          |                     |                            |            |
| 12                                       | Kristof Goddaert    | AG2R-La Mondiale           | z.t.       |

1997 · 1998 · 1999 · 2000 · 2001 · 2002 · 2003 · 2004 · 2005 · 2006 · 2007 · 2008 · 2009 · 2010 · 2011 · 2012 · 2013 · 2014 · 2015 · 2016 · 2017